# بژژن-یانووینتا
بژژن-یانووینتا (به لهستانی:  Brzeziny-Janowięta) یک روستا در لهستان است که در گمینا جادکوویتسه واقع شده‌است.